# احمد دانش‌زاده مؤمن
احمد دانش‌زاده مؤمن (زاده ۱۳۴۸ قم) با کسب ۶۶۷۵۴۳ رأی به عنوان نماینده استان تهران در ششمین دوره مجلس خبرگان رهبری انتخاب شد. وی عضو دوره پنجم مجلس خبرگان رهبری نیز بود.